# Volker Wieland
Volker Wieland (* 3. Februar 1966 in Aalen) ist Stiftungsprofessor für Monetäre Ökonomie und Geschäftsführender Direktor des Institute for Monetary and Financial Stability (IMFS) an der Goethe-Universität Frankfurt. Von März 2013 bis April 2022 war er Mitglied im Sachverständigenrat zur Begutachtung der gesamtwirtschaftlichen Entwicklung.

## Leben
Wieland studierte bis zum Vordiplom Volkswirtschaftslehre an der Universität Würzburg und wechselte anschließend an die State University of New York at Albany, wo er einen Master in Economics erhielt. Nach Teilnahme am Advanced Studies Program am Institut für Weltwirtschaft in Kiel im Studienjahr 1989/90 wechselte Wieland an die Stanford University, wo er 1995 einen Ph.D. in Economics erwarb. Im Anschluss arbeitete Wieland fünf Jahre beim Federal Reserve Board in Washington, D.C., zunächst als Economist, später als Senior Economist.
Zum Wintersemester 2000 übernahm Wieland die Professur für Geldtheorie und Geldpolitik an der Goethe-Universität Frankfurt. Von 2003 bis 2009 war er Direktor des Center for Financial Studies, wo er weiterhin Programmdirektor für Zentralbanken und Monetäre Ökonomik ist. Im März 2012 wechselte Wieland auf die Stiftungsprofessur für Monetäre Ökonomie am Institute for Monetary and Financial Stability (IMFS) im House of Finance der Goethe-Universität. Seit Juni 2012 ist er Geschäftsführender Direktor des IMFS, das von der Stiftung Geld und Währung finanziert wird.

## Forschung
Wieland forscht über Geld- und Fiskalpolitik, Konjunkturzyklen und makroökonomische Modelle, Inflation und Deflation, Lernverhalten und wirtschaftliche Dynamik sowie numerische Methoden in der Makroökonomie. Zudem beschäftigt sich Wieland mit dem Aufbau eines öffentlichen Archivs makroökonomischer Modelle für vergleichende Zwecke. 2008 wurde Wieland mit dem Wim Duisenberg Research Fellowship der Europäischen Zentralbank ausgezeichnet. 2019 erhielt Wieland den Preis des Monetären Workshops für seine Forschungsarbeiten zur monetären Ökonomie. 

## Öffentlicher Einfluss
Wieland organisiert seit 2004 die Konferenzserie „The ECB and Its Watchers“, in deren Rahmen sich einmal im Jahr der Präsident und Ratsmitglieder der Europäischen Zentralbank Kritikern aus Wissenschaft und Öffentlichkeit stellen und über aktuelle Herausforderungen für die europäische Geldpolitik diskutieren.
Er war beratend für die Europäische Zentralbank, die Zentralbanken von Finnland und Chile, das Federal Reserve Board und die Europäische Kommission tätig. Er ist seit 2011 Mitglied des wissenschaftlichen Beirats der wirtschaftsliberalen Stiftung Marktwirtschaft. Seit Anfang 2012 gehört er dem wissenschaftlichen Beirat des Bundesministeriums der Finanzen an. Seit 1. März 2013 war er Mitglied im Sachverständigenrat zur Begutachtung der gesamtwirtschaftlichen Entwicklung. Ende April 2022 legte er sein Amt im Sachverständigenrat vorzeitig nieder.
In ihrem erstmals 2013 durchgeführten Ranking der einflussreichsten Ökonomen Deutschlands führte die Frankfurter Allgemeine Zeitung Volker Wieland auf Platz 11.

## Positionen
Wieland plädierte 2012 mit Blick auf die Eurokrise für Reformen und Ausgabenkürzungen statt Steuererhöhungen und kritisierte, dass die EZB
Staatsanleihen kauft. 
Er bezeichnete die Ansiedelung einer europäischen Bankenaufsicht bei der EZB als problematisch.
Wieland kritisierte Anfang Februar 2022, die EZB riskiere, dass sich die relativ hohen Inflationsraten verfestigen. Sie solle die Nettoanleihekäufe unter dem PEPP-Programm beenden und die Nettozukäufe unter den anderen Programmen, insbesondere Staatsanleihen, nicht ausweiten, sondern schneller zurückfahren als geplant.